# Alyxia manusiana
Alyxia manusiana är en oleanderväxtart som beskrevs av D. J. Middleton. Alyxia manusiana ingår i släktet Alyxia och familjen oleanderväxter. Inga underarter finns listade i Catalogue of Life.